# Виларинью-даш-Камбаш
Виларинью-даш-Камбаш (порт. Vilarinho das Cambas)  —  населённый пункт и район в Португалии,  входит в округ Брага. Является составной частью муниципалитета  Вила-Нова-де-Фамаликан. Находится в составе крупной городской агломерации Большое Минью. По старому административному делению входил в провинцию Минью. Входит в экономико-статистический  субрегион Аве, который входит в Северный регион. Население составляет 1319 человек на 2001 год. Занимает площадь 9,50 км².
Покровителем района считается Святой Иоанн (порт. Sº João).